# Pouppée Fabrikk
Pouppée Fabrikk är ett svenskt EBM-band från Karlskoga. Bandet bildades 1987 av Henrik Björkk och Leif Holm.